# Алгоритм Гаусса обчислення дати Великодня
Алгоритм Гаусса обчислення дати Великодня — математичний алгоритм, призначений для визначення дня святкування Великодня в будь-якому році. Уперше його запропонував німецький математик Карл Фрідріх Гаусс в 1800 році, навівши формули без пояснень. Пояснення кожного кроку алгоритму дав професор Базельського університету Герман Кінкелін в 1870 році.

## Алгоритми для обчислення дати Великодня
Для визначення дати Православного Великодня за старим стилем необхідно:
1. Розділити номер року на 19 і визначити залишок від ділення — a.
2. Розділити номер року на 4 і визначити залишок від ділення — b.
3. Розділити номер року на 7 і визначити залишок від ділення — c.
4. Розділити суму 19a + 15 на 30 і визначити залишок — d.
5. Розділити суму 2b + 4c + 6d + 6 на 7 і визначити залишок — e.
6. Визначити суму f = d + e.
7. Якщо f ≤ 9, то Великдень святкуватиметься 22 + f березня; якщо f > 9, то Великдень буде святкуватися f − 9 квітня.

Складніший алгоритм розрахунку Католицького Великодня за новим стилем покажемо на прикладі року народження Карла Гаусса — 1777:
| Вираз                                                                                         | Рік = 1777 |
| --------------------------------------------------------------------------------------------- | ---------- |
| a = рік mod 19                                                                                | а = 10     |
| b = рік mod 4                                                                                 | b = 1      |
| c = рік mod 7                                                                                 | c = 6      |
| k = ціла частина (рік/100)                                                                    | k = 17     |
| q = ціла частина (k/4)                                                                        | q = 4      |
| p = ціла частина ((13 + 8k)/25)                                                               | p = 5      |
| M = (15 + k − q − p) mod 30                                                                   | M = 23     |
| N = (4 + k − q) mod 7                                                                         | N = 3      |
| d = (19a + M) mod 30                                                                          | d = 3      |
| e = (2b + 4c + 6d + N) mod 7                                                                  | e = 5      |
| Дата Великодня за новим стилем: 22 + d + e березня або d + e − 9 квітня                       | 30 березня |
| Якщо d = 29 і e = 6, то замість 26 квітня буде 19 квітня                                      |            |
| Якщо d = 28, e = 6 і (11M + 11) mod 30 < 19 (або a > 10), то замість 25 квітня буде 18 квітня |            |

## Пояснення та застереження
- Якщо взяти M = 15, N = 6 та ігнорувати величини k, q та p, то алгоритми стають тотожними, зокрема, два останні виключення ніколи не спрацьовують, хоч результати виходять в різних стилях. Для переходу на новий стиль дату за старим стилем у XX і XXI століттях, як відомо, потрібно посунути вперед на 13 днів.
- k − q − 2 має зміст різниці між старим та новим стилями, а p − 2 — різниці між православною та католицькою церковною повнею.
- d — це відстань від 21 березня відповідного стилю (церковне рівнодення) до найближчої (весняної) церковної повні, а e + 1 — кількість днів від неї до найближчої неділі.
- Католицькі церковні рівнодення (21 березня н. с.) та весняна повня (21 + d н. с.) дуже добре моделюють астрономічні відповідники (що добре відомо про рівнодення і мало — про повню).
- Римо-католицька Пасха завжди відбувається між 22 березня і 25 квітня включно. Православна Пасха у XX і XXI століттях відбувається в період з 4 квітня по 8 травня.
- Значення величин M і N можна розрахувати наперед для кожного століття. Для XX і XXI століть отримуємо: M = 24, N = 5. Для XIX століття M = 23, N = 4. Для XVIII століття див. приклад.

Комп'ютерну програму (код на QBASIC), що реалізовує цей алгоритм, та результати її роботи для XX та XXI століть, можна подивитися на сайті http://nabasice.narod2.ru [Архівовано 4 квітня 2011 у Wayback Machine.].

## Історія створення алгоритму
- Поява такого складного правила визначення дати Великодня було зумовлене прагненням уніфікації та намаганням відділити своє свято від єврейської Пасхи. До Першого Нікейського собору 325 року Пасху святкували у різний час, часто навіть у той самий, коли євреї святкували свою Пасху. Однак на соборі було прийнято рішення, яке мало покласти цьому край. Великдень вирішили святкувати першої неділі після першого весняного повного місяця. При цьому весною вважався час після весняного рівнодення, тобто 22 березня (практика святкувати до цього дня була визнана неправильною). При цьому святкування переноситься на наступну неділю, якщо повний місяць припадає на неділю. Більш чітко правило було розроблене в Александрії, де почали розраховувати дати Великодня, спираючись на 19-річний місячний цикл. Цей метод, відомий як Александрійська Пасхалія, використовується і нині для визначення дати православної Пасхи. Метод визначення дати Великодня у католицькій церкві був прийнятий у 1582 році разом з переходом до нового більш точного календаря. При цьому уточнено було не тільки сонячний цикл, який покладено в основу календаря, яким ми користуємося, а і місячний, який має вплив на дату Великодня. Такий перехід спричинив те, що тепер Великдень міг відбуватися одночасно з єврейською Пасхою, що суперечило положенням Нікейського собору. Це одна із причин того, що православна церква і досі користується неточним юліанським календарем. А вже 23-річний математик Карл Фрідріх Гаусс побачив у визначенні дати Великодня цікаве рівняння, яке враховує цикли переміщень сонця та місяця, особливості календарної системи[1].
- 1800 року Карл Фрідріх Гаусс вперше представив алгоритм для обчислення Великодня за старим та новим стилем. Але там було p = ціла частина (k/3), що дає помилку після 4200 року, наприклад у 4213 році (25 квітня замість 28 березня).
- 1807 році умова (11M + 11) mod 30 < 19 була замінена на простішу a > 10. Ці умови, хоч не очевидно, цілком еквівалентні.
- 1811 року він замінив ці умови на твердження, що у XVIII і XIX століттях 25 квітня завжди треба переносити на 18 (аналогічно як 26 квітня на 19). Це була помилка (у 1734 та 1886 роках). Навпаки, у цих століттях виключні випадки не реалізуються зовсім.
- 1816 року його студент Петер Пауль Тіттель виявив помилку в алгоритмі щодо параметра p. Гаусс виправив цю помилку та подякував студенту за допомогу.